# تشارلز بول
تشارلز بول (بالإنجليزية: Charles Poole)‏ هو سياسي نيوزلندي، ولد في 1874 في جزيرة أيرلندا في المملكة المتحدة، وتوفي في 1941 في كاليفورنيا في الولايات المتحدة. حزبياً، نشط في الحزب الليبيرالي النيوزيلندي. وقد انتخب عضو مجلس النواب النيوزيلندي.